# Hợp Phì
Hợp Phì (tiếng Trung: 合肥市; bính âm: Héféi shì) là một thành phố (địa cấp thị) của tỉnh An Huy và cũng là tỉnh lỵ tỉnh An Huy, Trung Quốc. Thành phố nằm ở trung tâm tỉnh An Huy. Nơi đây còn có tên cũ là Lư Châu.

## Các đơn vị hành chính và nhân khẩu học

### Nhân khẩu học
Người Hán là dân tộc chiếm đa số tại Hợp Phì. Có một số lượng tương đối nhỏ người Hồi sống trong thành phố, một vài nhà thờ Hồi giáo đã được xây dựng cho họ. Trong số hơn năm triệu cư dân của thành phố, có một số là lao động nhập cư đến từ các vùng khác của tỉnh An Huy.

### Hành chính
Sau tháng 8 năm 2011, địa cấp thị Hợp Phì có 9 đơn vị cấp huyện bao gồm 4 quận, 1 thành phố cấp huyện và 4 huyện.
- Quận: Dao Hải (瑶海区), Lư Dương (庐阳区), Thục Sơn (蜀山区), Bao Hà (包河区)
- Thành phố cấp huyện: Sào Hồ (巢湖市)
- Huyện: Trường Phong (长丰县), Phì Đông (肥东县), Phì Tây (肥西县), Lư Giang (庐江县)

Diện tích các phân khu ở Hợp Phì (km²), dân số (thống kê năm 2010) và mật độ dân số (trên km²).
| Bản đồ                                                                                | Bản đồ       | Bản đồ      | Bản đồ         | Bản đồ          | Bản đồ                     | Bản đồ       | Bản đồ   | Bản đồ   | Bản đồ   | Bản đồ        | Bản đồ     | Bản đồ     |
| ------------------------------------------------------------------------------------- | ------------ | ----------- | -------------- | --------------- | -------------------------- | ------------ | -------- | -------- | -------- | ------------- | ---------- | ---------- |
| Hồ Sào Dao Hải Lư Dương Thục Sơn Bao Hà Trường Phong Phì Đông Phì Tây Lư Giang Sào Hồ |              |             |                |                 |                            |              |          |          |          |               |            |            |
| Mã khu vực hành chính                                                                 | Tiếng Việt   | Tiếng Trung | Bính âm        | Diện tích (km²) | Trị sở                     | Mã bưu chính | Phân khu | Phân khu | Phân khu | Phân khu      | Phân khu   | Phân khu   |
| Mã khu vực hành chính                                                                 | Tiếng Việt   | Tiếng Trung | Bính âm        | Diện tích (km²) | Trị sở                     | Mã bưu chính | Nhai đạo | Trấn     | Hương    | Hương dân tộc | Khu dân cư | Thôn, làng |
| 340100                                                                                | Hợp Phì      | 合肥市      | Héféi Shì      | 11434,25        | Thục Sơn                   | 230000       | 45       | 65       | 19       | 1             | 736        | 1102       |
| 340102                                                                                | Dao Hải      | 瑶海区      | Yáohǎi Qū      | 142,90          | Minh Quang Lộ (明光路街道) | 230000       | 13       | 2        | 1        |               | 118        | 18         |
| 340103                                                                                | Lư Dương     | 庐阳区      | Lúyáng Qū      | 139,32          | Bạc Châu Lộ (亳州路街道)   | 230000       | 11       | 1        |          |               | 84         | 14         |
| 340104                                                                                | Thục Sơn     | 蜀山区      | Shǔshān Qū     | 261,36          | Tam Lý Am (三里庵街道)     | 230000       | 8        | 2        |          |               | 92         | 17         |
| 340111                                                                                | Bao Hà       | 包河区      | Bāohé Qū       | 294,94          | Lạc Cương (骆岗街道)       | 230000       | 7        | 2        |          |               | 77         | 38         |
| 340121                                                                                | Trường Phong | 长丰县      | Chángfēng Xiàn | 1928,45         | Thủy Hồ (水湖镇)           | 231100       |          | 8        | 6        |               | 80         | 193        |
| 340122                                                                                | Phì Đông     | 肥东县      | Féidōng Xiàn   | 2205,92         | Điếm Phụ (店埠镇)          | 231200       |          | 10       | 4        |               | 95         | 249        |
| 340123                                                                                | Phì Tây      | 肥西县      | Féixī Xiàn     | 2082,66         | Thượng Phái (上派镇)       | 231600       |          | 12       | 6        | 1             | 90         | 241        |
| 340124                                                                                | Lư Giang     | 庐江县      | Lújiāng Xiàn   | 2347,48         | Lư Thành (庐城镇)          | 231500       |          | 17       |          |               | 38         | 194        |
| 340181                                                                                | Sào Hồ       | 巢湖市      | Cháohú Shì     | 2031,22         | Ngoạ Ngưu Sơn (卧牛山街道) | 238000       | 6        | 11       | 1        |               | 62         | 138        |